# 弧矢增二十四
弧矢增二十四(船尾座σ)，又名CD-43 3260，HD 59717、SAO 218755、HR 2878，是船尾座的一颗恒星，视星等为3.25，位于銀經255.74，銀緯-11.91，其B1900.0坐标为赤經7h 26m 3.4s，赤緯-43° -11.91′ 56″。